# Psammodromus blanci
Psammodromus blanci là một loài thằn lằn trong họ Lacertidae. Loài này được Lataste mô tả khoa học đầu tiên năm 1880.